# Imboru
Imboru è una circoscrizione urbana (urban ward) della Tanzania situata nel distretto di Mbulu, regione del Manyara. Conta una popolazione di 7 938 abitanti (censimento 2012).